# أرشيبالد راندال
أرشيبالد راندال (بالإنجليزية: Archibald Randall)‏ هو قاضي ومحامي أمريكي، ولد في 24 مايو 1797 في فيلادلفيا في الولايات المتحدة، وتوفي في 8 يونيو 1846.